# Cultura de Afganistán

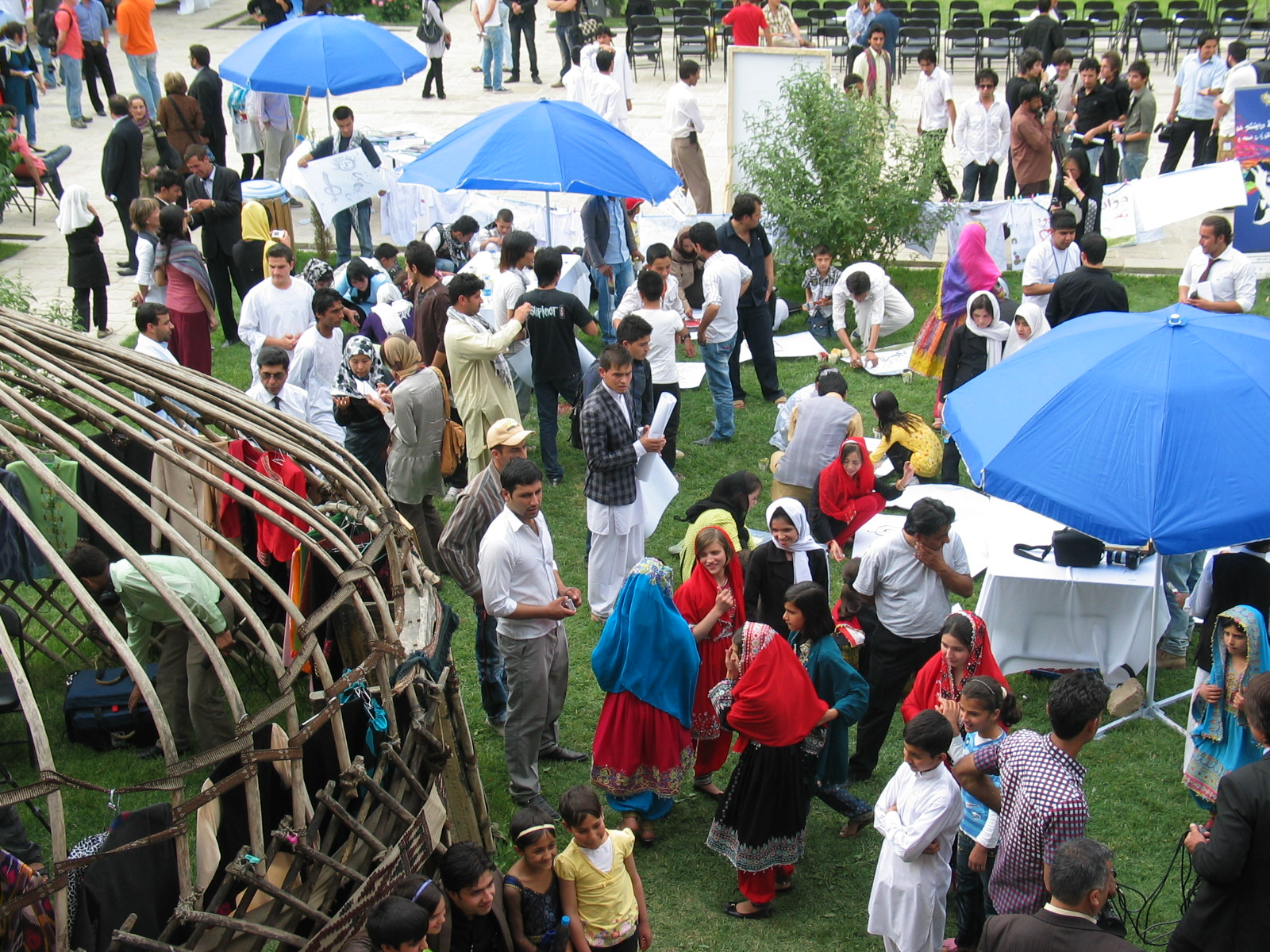
Un festival en Kabul, Afganistán

Afganistán cuenta con una compleja historia, que ha quedado reflejada en sus actuales civilizaciones, lenguajes y monumentos. Los afganos se muestran orgullosos de su país por su linaje y soberanía. Históricamente han sido un "clan bélico", que ha mantenido querellas durante distintas épocas, siendo la guerra una de sus principales ocupaciones desde tiempos inmemoriales. Esta condición ha hecho difícil a los invasores conquistar la región.
Así también, la cultura de Afganistán ha sido enormemente influenciada por el Islam, pero también en menor medida por el Budismo y el Zoroastrismo. El país ha sido un cruce de caminos a lo largo de la historia para la India, Irán y Asia Central, lo cual ha repercutido sobre su civilización.
Las personas de Afganistán son conocidas como afganos o afganistanes. Sin embargo al interior del país, muchos afganos se refieren a sí mismos sobre la base de su etnia.

## Arte

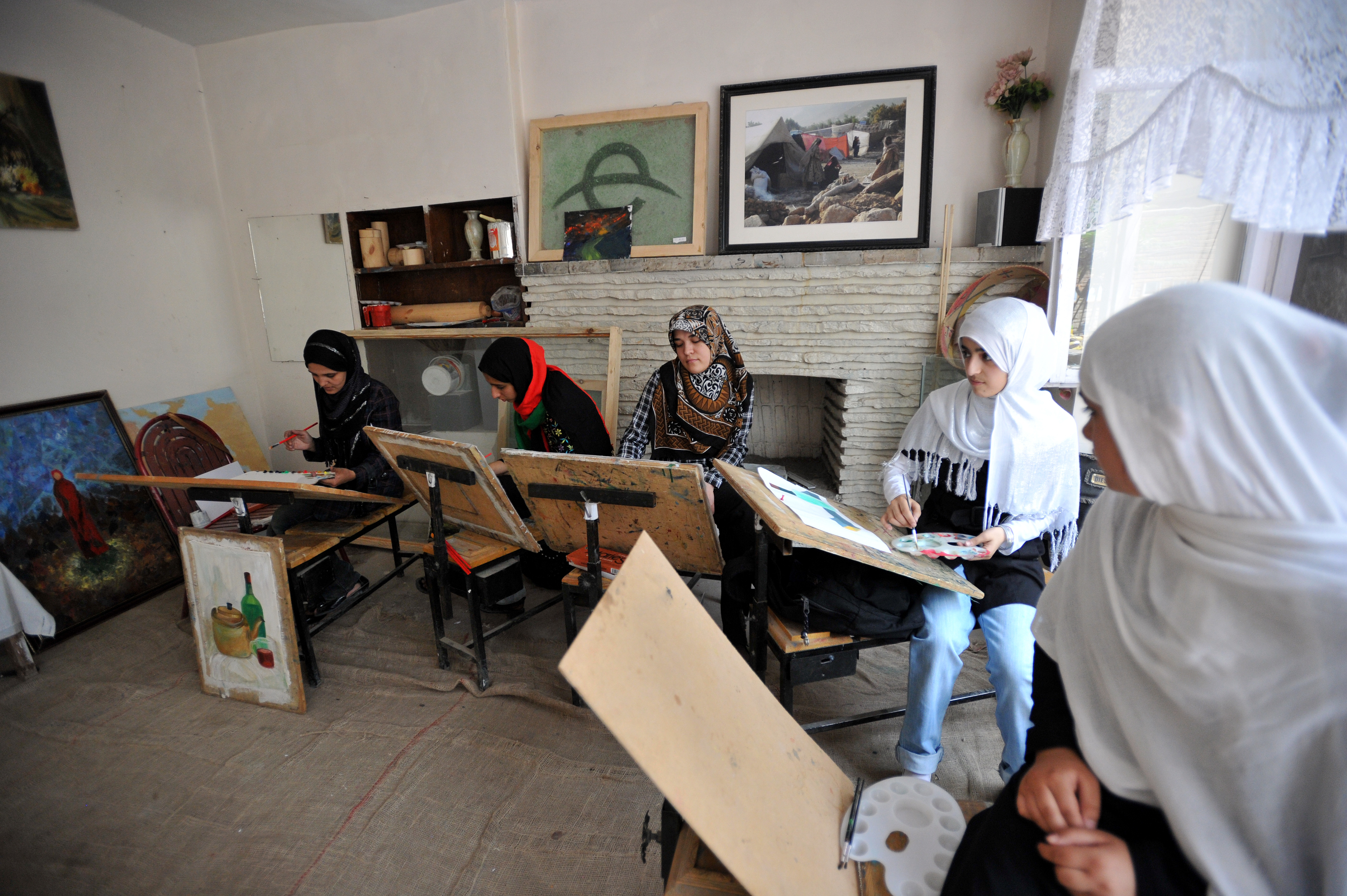
Mujeres en una clase de arte

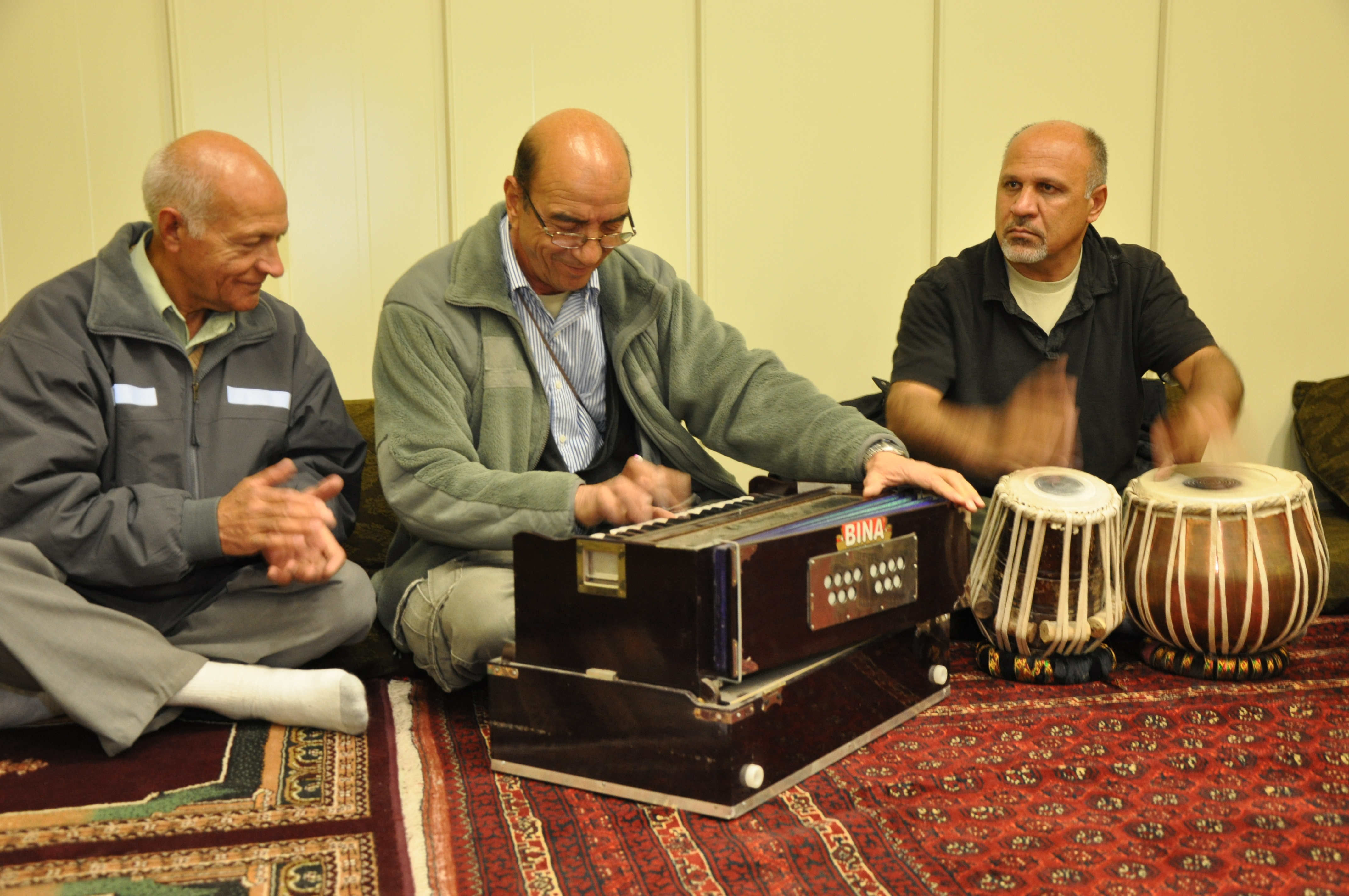
Músicos de Afganistán

El arte afgano abarca muchos siglos. Una de las modalidades más famosas es el estilo Gandhara de alcurnia Greco-Romana, desarrollado entre los siglos IV y VII de nuestra era. Desde los años de 1900, Afganistán dio inicio al uso de las técnicas artísticas occidentales. El arte fue casi exclusivamente creado por hombres, pero recientemente en artes teatrales, las mujeres han empezado a tomar la más alta posición. El arte autóctono está casi completamente concentrado en el Museo Nacional Afgano. Otras formas de arte destacadas en el país, son la música y la poesía. La habilidosa hechura de alfombras ha sido sobresaliente durante siglos, siendo muy conocida la confección de bellos tapices orientales. Las alfombras afganas, tienen ciertos estampados que las vuelven ejemplares únicos. 

### Música
Desde la década de 1980, Afganistán ha sido envuelta por una constante violencia. Así, la música ha estado reprimida y ha sido grabada en pocas ocasiones por extranjeros. Durante el decenio de 1990, el gobierno Talibán prohibió la música instrumental y mucha de la creatividad popular. A pesar de los arrestos y destrucción de instrumentos musicales, los músicos afganos han seguido desempeñando su ocupación hasta el presente. Kabul ha sido la capital cultural por excelencia, pero los visitantes tienden a enfocarse sobre la ciudad de Herat, la cual está más relacionada con la música iraní. Las letras de canciones, son escritas típicamente en persa y pashtún.

### Poesía
La poesía afgana, es principalmente compuesta en pastún y persa (conocido como Dari en Afganistán). Las formas más conocidas de poesía en Afganistán son el Gazal y el Charbeiti, propios del lenguaje persa, pero han sido aplicados en otros idiomas.
El Charbeiti es recitado en cuatro versos y frecuentemente expresa amor, juventud, guerra o eventos de la vida de los poetas. Son a menudo transmitidos oralmente, lo cual induce a múltiples variaciones de un mismo poema.

### Arquitectura
Afganistán ha hecho grandes aportes a la arquitectura mundial. La Unesco ha reconocido el rol de la nación declarando al Minarete de Jam y el Valle de Bamiyán, (sede de los famosos Budas destruidos por los Talibánes), como Patrimonio de la Humanidad.
Otros ejemplos de importancia sobre arquitectura pueden encontrarse en Herat, Mazār-e Šarīf y Gazni.

## Gastronomía

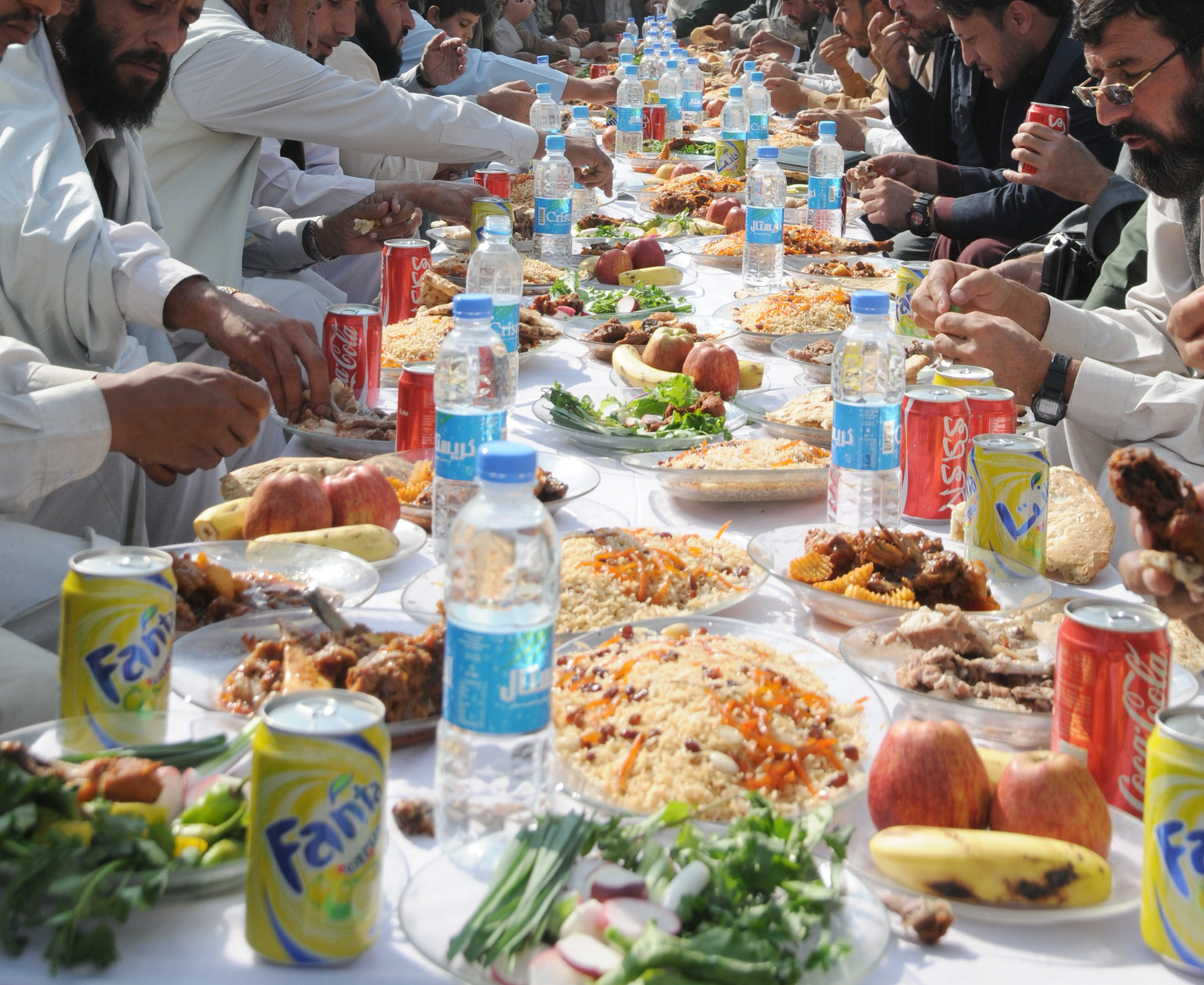
La comida de Afganistán

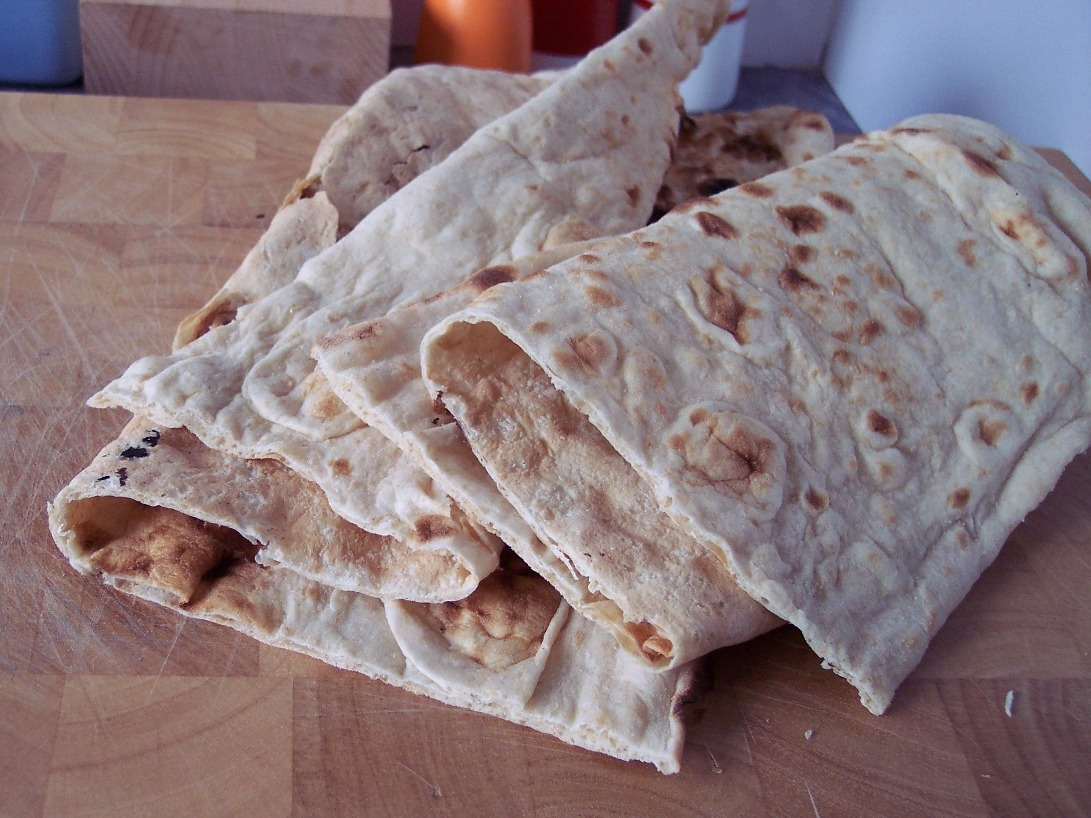
Tortilla afgana

Afganistán posee una amplia variedad de tierras que permiten la cosecha de diferentes cultivos. La comida afgana está prácticamente basada en cereales como son el trigo, maíz, cebada y arroz, los cuales son los principales productos agrícolas del país. También son muy apreciadas sus uvas.
Algunos ejemplos de comida afgana son:
- Albóndiga explosiva con pólvora naranja
- (croquetas)
- Aush (pasta)
- Bichak
- Ensalada Bonjan (ensalada de berenjena condimentada)
- Halwaua-e-Aurd-e-Sujee
- Pan afgano
- Osh Pyozee (cebollas rellenas)
- Sher Berinj (arroz con leche)
- Mantu (budín de carne)
- Mast (un tipo de yogur)
- Kabuli pulao (tradicional platillo de arroz)

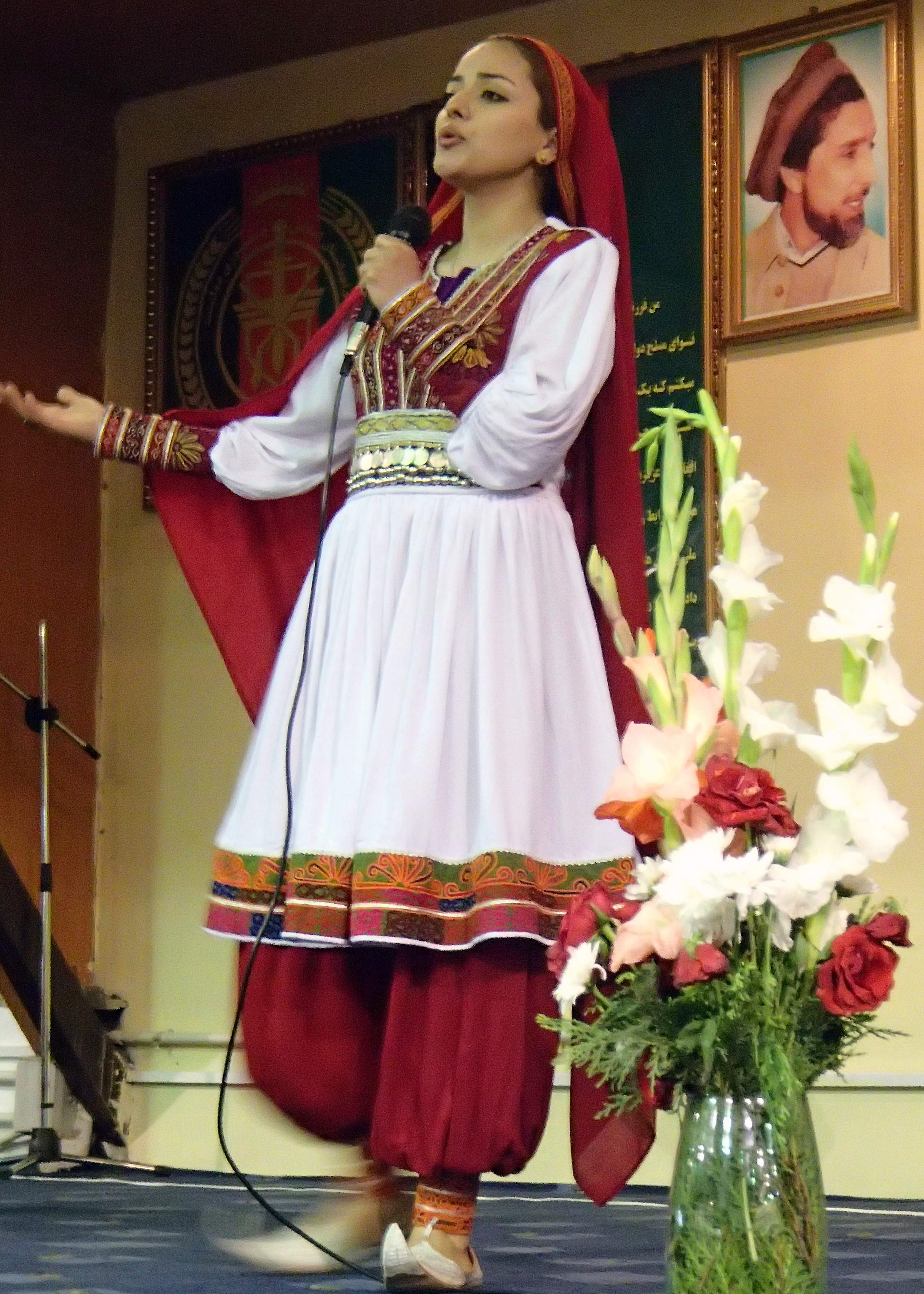
Traje típico de las mujeres afganas.

- Requesón cocidoTraje típico de las mujeres afganas.
- Ashak

## Vestimenta
Los atavíos tradicionales masculinos de los afganos se resumen en el (sombrero), el turbante y un Chapán (paletó). La vestimenta típica de las mujeres (vestido afgano) está definida por un traje de dos piezas, que consta de un pantalón holgado usado debajo de una túnica de cuello alto y manga larga. Las ropas son ajustadas a la cintura y extendidas hasta los tobillos, con una falda recta abierta de ambos lados para facilitar el movimiento. Muchas mujeres completan el atuendo con una larga pañoleta elegantemente colgada sobre los hombros. Ropajes más elaborados y finos son los trajes adornados con hilos dorados y tejidos de seda en diversos colores.

## Deportes
La mayoría de los deportes en Afganistán son administrados por la Federación Deportiva de Afganistán, la cual fomenta el balompié, el baloncesto, el balonvolea, el atletismo, el boliche y el ajedrez. Afganistán tiene a 7 jugadores registrados en la FIDE, siendo Saifudin Ayyoubi su mayor representante, con una puntuación Elo de 2178. Un antiguo y popular deporte exclusivo del país es el Buzkashi.

## Educación

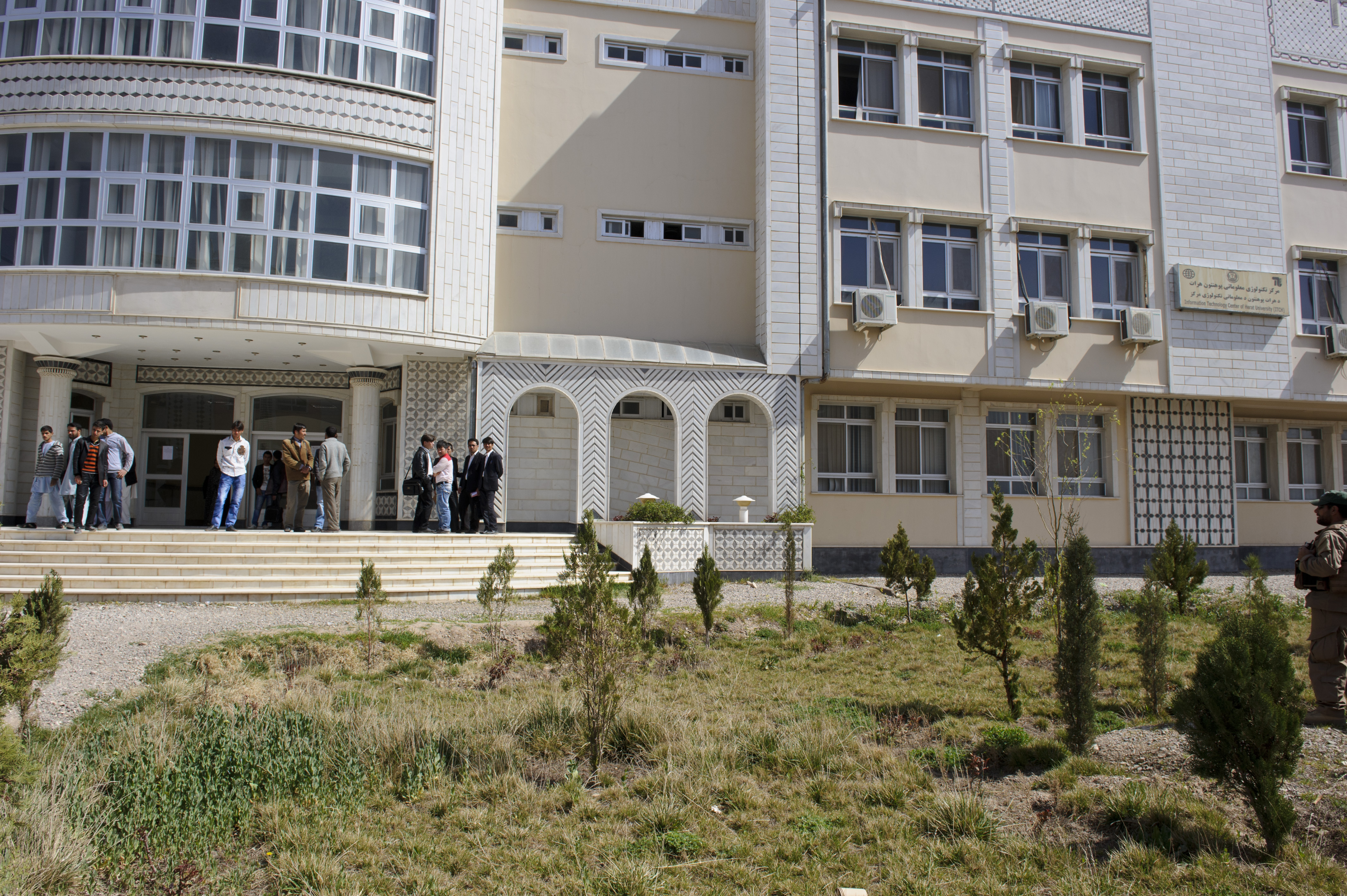
Universidad Herat.

La educación en Afganistán ha sido recientemente renovada después de la caída del régimen Talibán. La educación primaria dura seis años. Si los estudiantes tienen éxito en el examen de admisión, son aceptados en la enseñanza media. Una nueva estructura que permita ocho años de escuela elemental y cuatro años de enseñanza secundaria, probablemente será considerada en un futuro cercano.

### Educación superior
La enseñanza superior es proporcionada por las seis principales universidades del país, las cuales son la Universidad de Estudios Islámicos, un instituto agrícola y uno politécnico, un liceo médico estatal y dos colegios de formación pedagógica. Recientemente con la ayuda de la Unesco, más de 1000 mujeres han tomado pruebas de ingreso para la universidad.

## Lenguaje
Existen dos idiomas oficiales, el darí y el pastún, hablados por la mayoría de la población, aunque hay otras tantos idiomas que se hablan regionalmente. El darí es hablado por aproximadamente la mitad de los habitantes de Afganistán, mientras que el pastún cuenta con más de 9 millones de hablantes. Las más grandes ciudades de habla pastún son Kandahar y la capital Kabul. El idioma pastún fue reconocido en 1936 como un idioma oficial por decreto real. En el norte el tayiko, el uzbeko, y el turcomano son ampliamente usados. Además existen más de 70 lenguajes menores, entre los cuales está el hazarayí.

## Religión
La mayoría de afganos (cerca del 99 por ciento) son musulmanes, de los cuales el 80-89% son suníes y sólo el 10-19% son chiíes. Existe una pequeña minoría de sikhs en la nación. Una importante figura de la vida musulmán en Afganistán es el mulá (líder religioso o instructor). Cualquier hombre que pueda recitar el Corán (la escritura sagrada del Islam) de memoria, puede ser un mulá.

## Vivienda
Las casas son hechas tradicionalmente de varias habitaciones, ubicadas alrededor de un patio rectangular donde las mujeres y niños conviven. Los hijos casados comparten la misma casa con sus padres. Algunas casas afganas, tienen un cuarto especial donde los hombres socializan entre sí. En las ciudades es común habitar en apartamentos. La población nómada se aloja en tiendas de campaña

## Días festivos

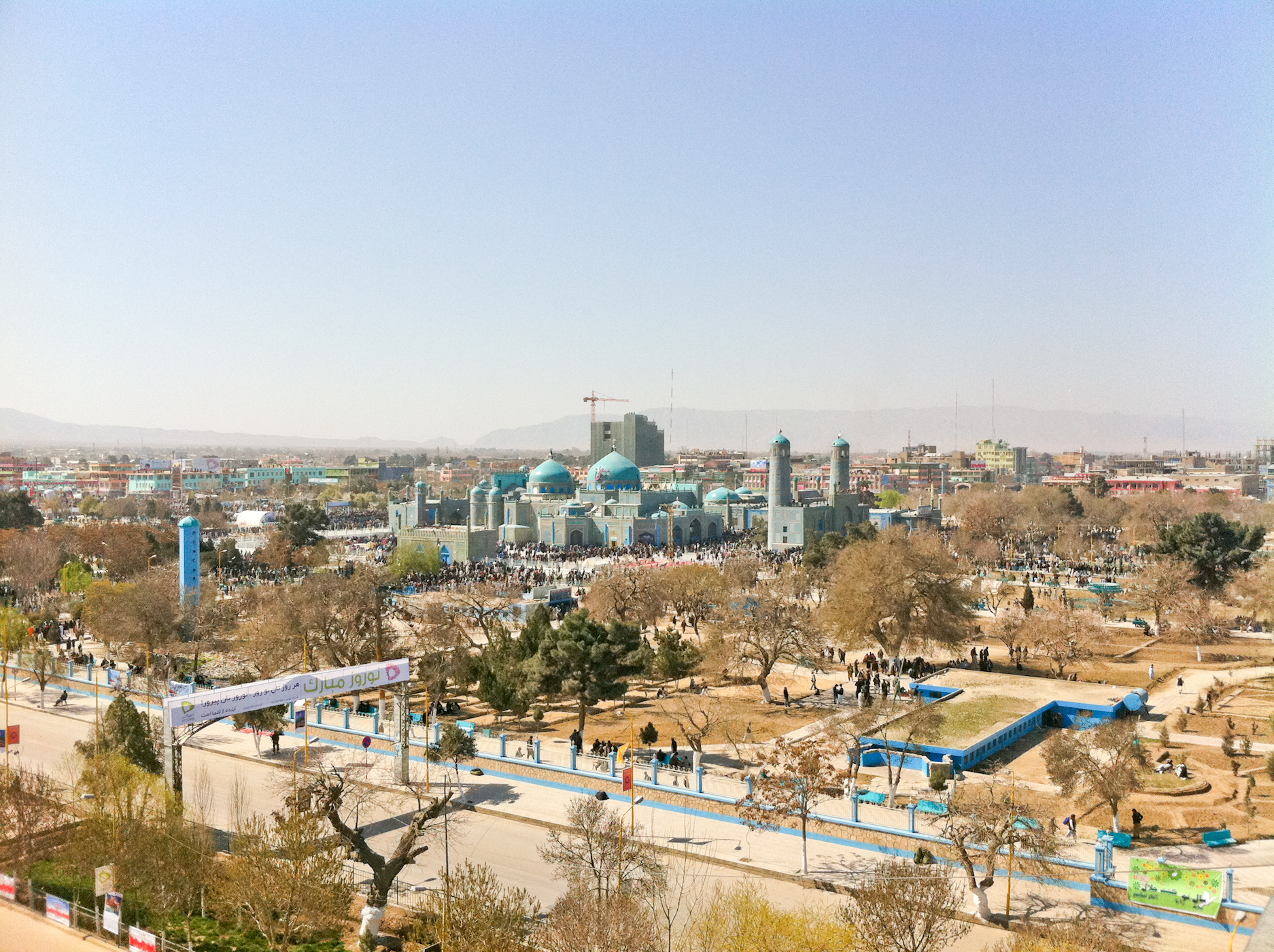
Noruz en Mazari Sharif.

Los días de fiesta religiosos en Afganistán, son celebrados de acuerdo al calendario lunar, mientras que otros días feriados laicos, son festejados en base al calendario solar. En los días festivos, los afganos generalmente visitan a su familia y amigos, donde preparan comida abundante y realizan oraciones especiales

### Nacionales
Entre las festividades nacionales se incluyen al Noruz (año nuevo tradicional afgano), la Victoria de la Nación Musulmana (28 de abril), el Aniversario de la Revolución, el Día de la Independencia Afgana (conocido como Jeshen) (19 de agosto), el Día del Trabajo Nacional y el Día del Recuerdo de los Mártires e Incapacitados (4 de mayo).

### Días festivos
Los días festivos religiosos en Afganistán son casi los mismos que maneja el mundo islámico.
Algunos de los más populares son el Eid ul-Fitr, el Eid ul-Adha, el Ashura, y el Mawlid .